# جونغ هاي سونغ
جونغ هاي سونغ (بالكورية: 정은주)‏ هي ممثلة وعارضة أزياء كورية جنوبية. ولدت يوم 29 أبريل 1991 في بوسان في كوريا الجنوبية.

## روابط خارجية
- جونغ هاي سونغ على موقع IMDb (الإنجليزية)
- جونغ هاي سونغ على موقع قاعدة بيانات الفيلم (الإنجليزية)